# Флаг Амазонаса
Флаг бразильского штата Амазонас является одним из официальных символов штата. Флаг был принят Законом № 1513 от 14 января 1982 года.

## Исторические флаги
- В 1897 г. бело-голубой флаг неофициально использовался военными Амазонаса.
- Двадцатисемизвёздный (1946 — 1960)
- Сорокатрехзвёздный (1960 — 1970)
- Сорокачетырехзвёздный (1970 — 1982)

## Символизм
Самая большая звезда на голубом кантоне символизирует город Манаус, столицу штата. Остальные — муниципалитеты штата. Две белые полосы символизируют надежду, а также реки Амазонку и Риу-Негру, которые протекают по территории Амазонаса. Красная полоса олицетворяет сам штат.

## Галерея

Обратная сторона флага Амазонаса
Неофициальный флаг
Флаг Губернатора Амазонаса